# Liubîtove, Kroleveț
Liubîtove (în ucraineană Любитове) este un sat în comuna Leninske din raionul Kroleveț, regiunea Sumî, Ucraina.

## Demografie
Componența lingvistică a localității Liubîtove
     Ucraineană (96,53%)
     Rusă (3,47%)
Conform recensământului din 2001, majoritatea populației localității Liubîtove era vorbitoare de ucraineană (96,53%), existând în minoritate și vorbitori de rusă (3,47%).